# Sandro Botticelli
Sandro Botticelli, pravog imena Alessandro di Mariano Filipepi (Firenca 1. ožujka 1445. – Firenca 17. svibnja 1510.), jedan je od najznačajnijih talijanskih ranorenesansnih slikara; predstavnik neoplatonističke filozofije; spada u likovni krug oko Lorenza il Magnifica.  

## Životopis
Sandro Botticelli (prezime je preuzeo od nadimka starijeg brata Giovannija), rođen je oko 1444./45. kao sin kožara u kući broj 18 ulice koja danas nosi naziv Borgo Ognissanti, u neposrednoj blizini samostana Santa Maria Novella i ckrve Ognissanti u kojoj se danas čuva njegova freska što prikazuje Sv. Augustina (1480.). Veći dio života proveo je upravo u tom firentinskom kvartu gdje su živjeli i članove utjecajne obitelji Vespucci (jedan od njih, Amerigo, postao je slavan kao istraživač Amerike) koja je Botticelliju osigurala brojne prestižne narudžbe. Isprva je počeo kao pripravnik zlataru, da bi ga, slijedeći dječakove želje, njegov otac oko 1462. povezao s Fra Filippo Lippijem koji je tada radio na fresci Red karmelićana. Lippijeva sinteza nove kontrole trodimenzionalnih formi, nježna izražajnost na licu i gestama, kao i dekorativni detalji naslijeđeni od kasno gotičkog stila, bili su snažan utjecaj na daljnji život mladog Botticellija.
Jedan sasvim drugačiji utjecaj na njega je bio novi kiparski spomenik koji su radili braća Pollaiuolo, čiji je zadatak bio izraditi cijelu seriju djela za Tribunal i za Dvoranu Trgovaca (Mercanzia), bratstvo trgovaca odjeće. Botticellijev doprinos je prisutan na djelu Snaga, datiranom 1470. godine, a koji se sada nalazi u galeriji Uffizi.
Bio je i pripravnik u radionici od Andree del Verrocchija, gdje je pored njega radio i Leonardo da Vinci; potom i kod Andrea del Pollaiola.
Prvo priznanje dobiva u svojoj lokalnoj crkvi Ognisanti, s djelom Sveti Augustin, za koje se borio (uspješno) s Domenicom Ghirlandaiom i njegovim Jeronimom na drugoj strani, "glava sveca je izražajna i profinjenih misli" (Vasari). Godine 1470. otvara svoju neovisnu radionicu, a Lorenzo de' Medici ubrzo uviđa njegov talent te ga zapošljava.
U Rimu boravi na poziv pape Siksta IV. i radi tri freske u Sikstinskoj kapeli (Prizori iz života Mojsijeva, Kazne Koraha, Datana i Abirama, Iskušavanje Isusovo).
Botticelli je prvi od talijanskih slikara koji je izradio crteže za ilustraciju Danteove Božanstvene komedije. Radio je i kartone za tapiserije koje se danas nalaze u Viktorijinom i Albertovom muzeju u Londonu. Utjecao je na Johna Ruskina i prerafaelite u Engleskoj.
Završna desetljeća Botticellijeva stvaralaštva ne samo da svjedoče o velikim građanskim razdorima u Firenci, koja su kulminirala svrgavanjem i protjerivanjem obitelji Medici, nego i majstorovim duhovnim i slikarskim preobrazbama. Budući da mu je brat bio otvoreni pristaša Girolama Savanarole, Botticelli je očigledno bio na strani propovjednika protiv medičejske autokracije, tako da se jedno od njegovih posljednjih remek-djela, Mistično rođenje (1500.), može shvatiti i kao neskrivena osuda Savanarolina javnog smaknuća 1498. gušenjem i spaljivanjem. Ključ za razumijevanje tog djela može se naći u natpisu na grčkom jeziku postavljenom iznad gornjeg ruba slike:
Botticelli se nikada nije oženio i često je znao reći kako mu ideja braka stvara noćne more. Popularno je mišljenje kako je bolovao od neuzvraćene ljubavi udate plemkinje, Simonette Vespucci, za koju se vjeruje kako je bila modelom za Rođenje Venere (iako je preminula točno 10 godina prije završetka ove slike) i brojne druge njegove slike. Činjenica je kako je Botticelli odmah po njezinoj smrti zatražio da ga onog dana kada umre, pokopaju pokraj nje u crkvi Svih Svetih (Ognissanti). Njegova želja je uslišena 34 godine kasnije, kada je preminuo 1510. godine.

## Djela
Botticelli vrlo rano odstupa od tradicionalnih predstavljanja svetih tema pod utjecajem neoplatinizma, pokreta koji je veličao idealizam antike. Lišava se u potpunosti sakralnih tema i prozračnim i harmoničnim bojama slika poetične mitološke i alegorijske prizore iz antike (Mars i Venera; Atena kroti Kentaura; Proljeće; Rođenje Venere (Botticelli)). Sanjarsko raspoloženje odražava se i u portretima (Mladić s crvenom kapom; Giuliano Medici).
Proljeće (Alegorija proljeća) je prva slika gdje Botticelli slika gracilne likove lijepih, izduženih djevojaka u idealiziran ambijent namjerno izbjegnutih dubina i plasticiteta svedenog na minimum. Na slici vlada nestvarno, idealizirano prikazivanje likova bez detalja, zanemarujući anatomiju potencirajući tako linearnost likova (Botticelli je prije svega bio crtač, boja ga je manje zanimala). Likovi su opet stavljeni u nestvarni pejzaž, potpuno osvijetljen bez realnog izvora svjetla. Ipak, njihova odjeća je prepuna detalja i bogata naborima, potpuno lepršava; Botticelli je bio majstor u prikazivanju tkanina.
Slika Rođenje Venerino (Botticelli) je u potpunosti u domenu prijašnjih; dakle sve lepršavo, bez detalja u nadrealnom okruženju bez izvora svjetla. Ali, središnji lik Venere postao je personifikacijom ženske ljepote i predloškom u prikazivanju ne samo Venere, nego svih lijepih žena.
U kasnijoj fazi, pod utjecajem propovjednika heretika Giovannia Savonarole, njegove svetačke likove karakterizira asketska ozbiljnost, tamniji koloriti i nemirne kompozicije (Scene iz života sv. Zenobija; Pietà).
Pri kraju svoga života Botticelli se vraća sakralnim temama (brojni prikazi Madonna) i udaljava se od linearnog rješenja slike uspješno istražujući boje.
U Rimu boravi na poziv pape Siksta IV. i radi freske u Sikstinskoj kapeli (Scene iz života Mojsijeva; Žrtva gubavaca).

### Popis djela
- Madona s djetetom i anđelom (1465. – 1467.) -tempera na drvu, 87 x 60 cm, Spedale degli Innocenti, Firenca.
- Madona s djetetom i anđelom (1465. – 67.) - tempera na drvu, 110 x 70 cm, Musée Fesch, Ajaccio.
- Madonna della Loggia (c. 1467.) - tempera na drvu, 72 x 50 cm, Uffizi, Firenca.
- Gospa s djetetom, dva anđela i sv. Ivanom Krstiteljem (1465. – 1470.) - tempera na drvu, 85 x 62 cm, Galleria dell Accademia, Firenca.
- Navještenje (c. 1479.) - tempera na drvu, 19 x 30 cm. Hyde kolekcija, Glens Falls.
- Gospa s djetetom, sv. Ivanom i anđelom (c. 1488.) - Varšavski nacionalni muzej, Poljska.
- Poklonstvo kraljeva (1465. – 1467.) -tempera na drvu, 50 x 136 cm, Nacionalna galerija, London
- Portret mladića (c. 1469.) - tempera na drvu, 51 x 33,7 cm, Palača Pitti, Firenca.
- Madona u slavi sa serafinima (1469. – 1470.) - tempera na drvu, 120 x 65 cm, Uffizi, Firenca.
- Madona od ružarija (Madonna del Roseto) (1469. – 1470.) - Tempera on panel, 124 x 65 cm, Uffizi, Firenca.
- Madonna and Child and Two Angels (c. 1468. – 1470.) - tempera na drvu, 100 x 71 cm, Galleria Nazionale di Capodimonte, Napulj.
- Portret Esmeralde Brandini (1470. – 1475.) - tempera na drvu, 65,7 x 41 cm, Viktorijin i Albertov muzej, London.
- Fortitudo (c. 1470.) - tempera na drvu, 167 x 87 cm, Uffizi, Firenca.
- Madona s djetetom i šest svetaca (oltar Sant'Ambrogio) (c. 1470.) - tempera na drvu, 170 x 194 cm, Uffizi, Firenca.
- Madona s djetetom i anđelom (c. 1470.) - tempera na drvu, 84 x 65 cm, Muzej Isabelle Stewart Gardner, Boston
- Povratak Judite (1470. – 1472.) - ulje na drvu, 31 x 24 cm, Uffizi, Firenca.
- Otkriće Holofernovog ubojstva (1470. – 1472.) - tempera na drvu, 31 x 25 cm, Uffizi, Firenca.
- Poklonstvo kraljeva (1465. – 1467.) -tempera na drvu, promjera 131,5 cm, Nacionalna galerija, London.
- Portret mladića (c. 1475.) - tempera na drvu, 61 x 40 cm, Palača Pitti, Firenca.
- Poklonstvo mudraca (1465. – 1467.) -tempera na drvu, 111 x 134 cm, Uffizi, Firenca.
- Sv. Sebastijan (1474.) - tempera na drvu, 195 x 175 cm, Gemäldegalerie, Berlin.
- Portret Cosima Starijeg s medaljom (c. 1474. – 1475.) - tempera na drvu, 57,5 x 44 cm, Uffizi, Firenca.

- Portret Giuliana de' Medicija (c. 1475.) - tempera na drvu, 54 x 36 cm, Accademia Carrara, Bergamo.
- Madona s djetetom (c. 1475.) - tempera na drvu, Institut za umjetnost, Chicago.
- Katarina od Aleksandrije, portret Katarina Sforza (c. 1475.) - Lindenau-muzej, Altenburg.
- Portret Giuliana de' Medicija (1476. – 1477.) - tempera na drvu, 75,6 x 36 cm, Nacionalna umjetnička galerija, Washington.
- Rođenje Kristovo, (1476. – 1477.) - freska, 200 x 300 cm, Santa Maria Novella, Firenca.
- Portret Giuliana Medicija (1478.) - tempera na drvu, 54 x 36 cm, Gemäldegalerie, Berlin.
- Madona s djetetom i osam anđela (c. 1478.) - tempera na drvu promjera 135 cm, Gemäldegalerie, Berlin.
- Sv. Augustin (1480.) - freska, 152 x 112 cm, crkva Ognissanti, Firenca.
- Veličanstvena Madona (Madonna del Magnificat) (1480. – 1483.) - tempera na drvu promjera 118 cm, Uffizi, Firenca.
- Madona od knjige (Madonna del Libro) (c. 1480. – 1483.) - tempera na drvu, 58 x 39,5 cm, Muzej Poldi Pezzoli, Milano.
- Portret djevojke (1480. – 85.) - tempera na drvu, 82 x 54 cm, Stadelsches Kunstinstitut, Frankfurt.
- Portret djevojke (poslije 1480.) - ulje na dasci, 47,5 x 35 cm, Gemäldegalerie, Berlin.
- Navještenje (1481.) - freska, 243 x 550 cm, Uffizi, Firenca.
- Sv. Siksto II. (1481.) - freska, 210 x 80 cm, Sikstinska kapela, Vatikan.
- Poklonstvo kraljeva (1481. – 1482.) - tempera na drvu, 70 x 103 cm, Nacionalna galerija umjetnosti, Washington.
- Minerva i Kentaur (1482. – 1483.) - tempera na platnu, 207 x 148 cm, Uffizi, Firenca.
- Venera i Mars (1483.) - tempera na drvu, 69 x 173 cm, Nacionalna London
- Portret mladića (c. 1483.) - tempera na drvu, 37,5 x 28,2 cm, Nacionalna galerija u Londonu.
- Portret mladića (c. 1482.-1483.) - tempera na drvu, 41 x 31 cm, Nacionalna galerija umjetnosti], Washington.
- Priča o Nastagio degli Onesti (c. 1483.) - tempera na drvu, 83 x 138 cm, Prado, Madrid.
- Gospa s okrunjenim djetetom (Bardi oltar) (1484.) - tempera na drvu, 185 x 180 cm, Gemäldegalerie, Berlin.
- Rođenje Venerino (1484. – 1486.) - tempera na platnu, 184,5 x 285,5 cm, Uffizi, Firenca.
- Navještenje (1485.) - tempera i zlato na drvu, 19,1 x 31,4 cm, Metropolitan, New York.
- Gospa od voća (Madonna della Melagrana) (c. 1487.) - tempera na drvu promjera 143,5 cm, Uffizi, Firenca.
- Djeva s djetetom, četiri anđela i šest svetaca (Pala di San Barnaba) (c. 1487. – 1488.) - tempera na drvu, 268 x 280 cm, Uffizi, Firenca.
- Vizija sv. Augustine (c. 1488.) - tempera na drvu, 20 x 38 cm, Uffizi, Firenca.
- Krist na oltaru (c. 1488.) - tempera na drvu, 21 x 41 cm, Uffizi, Firenca.
- Saloma s glavom sv. Ivana Krstitelja (c. 1488.) - tempera na drvu, 21 x 40,5 cm, Uffizi, Firenca.
- Ekstrakcija srca sv. Ignacija (c. 1488.) - tempera na drvu, 21 x 40,5 cm, Uffizi, Firenca.

- Cestello navještenje (1489. – 1490.) - tempera na drvu, 150 x 156 cm, Uffizi, Firenca.
- Gospa obožava dijete (c. 1490.) - tempera na drvu, diameter 59,6 cm, Nacionalna galerija umjetnosti, Washington.
- Oplakivanje Krista (c. 1490) - tempera na drvu, 140 x 207 cm, Alte Pinakothek, München.
- Portret muškarca (c. 1490.) - tempera na platnu prebačena s drveta, 49 x 35 cm, Private collection
- Oltar sv. Marka (1490-1492) - tempera na drvu, 378 x 258 cm (pala) and 21 x 269 cm (entire predella) Uffizi, Firenca
- Sv. Augustin u ćeliji (1490. – 1494.) - tempera na drvu, 41 x 27 cm cm, Uffizi, Firenca.
- Madona s djetetom i dječakom sv. Ivanom (1490-1495) - tempera na drvu, 134 x 92 cm, Palača Pitti, Firenca.
- Portret Lorenza di Ser Piera (1490. – 1495.) - tempera na drvu, 50 x 36,5 cm, [[[Philadelphia]]
- Gospa s djetetom i dječakom sv. Ivanom (1490. – 1500.) - tempera na drvu, promjera 74 cm, São Paulo, Brazil.
- Sveto trojstvo (Pala delle Convertite) (1491. – 1493.) - tempera na drvu, 215 x192 cm, Courtauld galerija, London.
- Madona s djetetom i tri snđela (Madonna del Padiglione) (c. 1493.) - tempera na drvu promjera 65 cm, Pinakoteka Ambrozijana, Milano.
- Apelovi stupovi (1494. – 1495.) - tempera na drvu, 62 x 91 cm, Uffizi, Firenca.
- Oplakivanje Krista sa Svecima (c. 1495.) - tempera na drvu, 107 x 71 cm, muzej Poldi Pezzoli, Milano.
- Last Communion of St. Jerome (c. 1495) - tempera na drvu, 34,5 x 25,4 cm, Metropolitan, New York.
- Danteov portret (c. 1495.) - tempera na platnu, 54,7 x 47,5 cm, Privatna kolekcija.
- Priča o Virginiji (1496. – 1504.) - tempera na drvu, 85 x 165 cm, Akademija u Carrari, Bergam.
- Priča o Lukreciji (1496. – 1504.) - tempera na drvu, 83,5 x 180 cm, muzej Isabelle Stewart Gardner, Boston.
- Raspelo (c. 1497.) - tempera na platnu, 73,5 x 50,8 cm, Sveučilište Harvard, Cambridge.
- Krist okrunjen trnjem (c. 1500.) - tempera na drvu, 47,6 x 32,3 cm, Akademija u Carrari, Bergam, Italija.
- Transfiguration, St Jerome, St Augustine (c. 1500.) - tempera na drvu, 27,5 x 35,5 cm, Galerija Pallavicini, Rim.
- Judita napušta Holofernov šator]] (1495. – 1500.) - tempera na drvu, 36,5 x 20 cm, Rijksmuseum, Amsterdam.
- Agonija u vrtu (c. 1500.) - tempera na drvu, 53 x 35 cm, Capilla Real, Granada.
- Tajanstveno rođenje (c. 1500.) - Tempera na platnu, 108,5 x 75 cm, Nacionalna galerija u Londonu.
- Krštenje sv. zenobija i njegovo postavljanje za biskupa (1500. – 1505.) - tempera na drvu, 66,5 x 149,5 cm, Nacionalna galerija London.
- Tri čuda sv. Zenobija (1500. – 1505.) - tempera na drvu, 65 x 139,5 cm, Metropolitan muzej, New York.
- Tri čuda sv. Zenobija (1500. – 1505.) - tempera na drvu, 67 x 150,5 cm, Metropolitan muzej, New York.
- Čudo smrti sv. Zenobija (1500. – 1505.) - tempera na drvu, 66 x 182 cm, Gemäldegalerie, Dresden.

## Vanjske poveznice
- Botticellijeva „Bogorodica“ prodana za 10,4 milijuna dolara  Arhivirana inačica izvorne stranice od 25. studenoga 2016. (Wayback Machine)